# Márcio Araújo
Márcio Henrique Barroso Araújo (Fortaleza, 12 ottobre 1973) è un giocatore di beach volley brasiliano, campione mondiale del 2005. Fa coppia con Fábio Luiz Magalhães.

## Palmarès
- Giochi olimpici

Pechino 2008: argento.
- Campionati mondiali di beach volley

2003 - Rio de Janeiro: bronzo.
2005 - Berlino: oro.